# 泰坦尼克号博物馆
泰坦尼克号博物馆 是位于美国密苏里州布兰森乡村大道 76 号的博物馆。它由约翰·乔斯林（John Joslyn，其曾于1987 年率领一支探险队前往泰坦尼克号沉船地点）拥有的一座泰坦尼克号主题博物馆，该博物馆在拥有的 20 个画廊中藏有 400 件文物。
值得一提的是，约翰·乔斯林还拥有另一座位于田纳西州皮金福奇的泰坦尼克号主题博物馆。 
游览中，游客穿过一座人造冰山进入博物馆，并收到一张船票，上面印有泰坦尼克号真实的乘客的姓名以及他们对应的的舱位。在游览过程中，客人会了解到几位真实乘客的个人故事。游览结束时，游客会被告知他们所持有的船票上的真实乘客最终是否生还。
与约翰·乔斯林在鸽子谷的另一座博物馆一样，该博物馆的外观建筑由船的前半部分组成，包括前两个烟囱。
在美国卫星电视旅游频道系列节目《幽灵历险记》 2017 年的一集中， Zak Bagans和工作人员对博物馆进行了调查，因为他们声称可以通过发现的超自然活动追溯到沉船的实际遗迹。